# Lista do Patrimônio Mundial na República Democrática do Congo
A Organização das Nações Unidas para a Educação, a Ciência e a Cultura (UNESCO) propôs um plano de proteção aos bens culturais do mundo, através do Comité sobre a Proteção do Património Mundial Cultural e Natural, aprovado em 1972. Esta é uma lista do Patrimônio Mundial existente na República Democrática do Congo, especificamente classificada pela UNESCO e elaborada de acordo com dez principais critérios cujos pontos são julgados por especialistas na área. A República Democrática do Congo, cujo território atual abriga uma gama de ecossistemas de alta relevância global, ratificou a convenção em 23 de setembro de 1974, tornando seus locais históricos elegíveis para inclusão na lista.
Parque nacional de Virunga, relevante sítio de  interesse natural, foi o primeiro sítio da República Democrática do Congo inscrito na lista do Patrimônio Mundial por ocasião da III Sessão do Comitê do Patrimônio Mundial, realizada em Luxor em 1979. Desde a mais recente adesão à lista, a República Democrática do Congo conta atualmente com um total de cinco sítios inscritos como Patrimônio Mundial da UNESCO, sendo todos eles sítios classificados como bem natural.
Por conta dos escassos investimentos em conservação natural e em decorrência dos conflitos locais que assolaram o país (como a Guerra Civil Congolesa e a Segunda Guerra do Congo), as regiões dos bens listados foram utilizadas como campo de conflito e refúgio de partes beligerantes causando uma forte degradação das áreas conservadas. Por conseguinte, todos os sítios listados pela UNESCO na República Democrática do Congo figuram também na Lista do Património Mundial em perigo.  

## Bens culturais e naturais
A República Democrática do Congo conta atualmente com os seguinte sítios declarados como Patrimônio Mundial pela UNESCO:
| Lago Eduardo no Parque nacional de Virunga. | Parque Nacional de Virunga |
| Lago Eduardo no Parque nacional de Virunga. | Bem natural inscrito em 1979, em perigo desde 1994. |
| Lago Eduardo no Parque nacional de Virunga. | Localização: Kivu do Norte |
| Lago Eduardo no Parque nacional de Virunga. | Este sítio de 790.000 hectares tem uma diversidade incomparável de habitats: pântanos, estepes, planícies de lava, savanas nas encostas de vulcões e picos cobertos de neve do maciço de Rwenzori, que sobe para mais de 5.000 metros de altura. Cerca de 20.000 hipopótamos vivem nos rios deste parque, que também serve de refúgio para o gorila da montanha e oferece lugar de inverno para numerosos pássaros da Sibéria. (UNESCO/BPI) |

| Vista aérea do Parque Nacional da Garamba. | Parque Nacional da Garamba |
| Vista aérea do Parque Nacional da Garamba. | Bem natural inscrito em 1980, em perigo desde 1996. |
| Vista aérea do Parque Nacional da Garamba. | Localização: Haut-Uele |
| Vista aérea do Parque Nacional da Garamba. | Este sítio de 790.000 hectares tem uma diversidade incomparável de habitats: pântanos, estepes, planícies de lava, savanas nas encostas de vulcões e picos cobertos de neve do maciço de Rwenzori, que sobe para mais de 5.000 metros de altura. Cerca de 20.000 hipopótamos vivem nos rios deste parque, que também serve de refúgio para o gorila da montanha e oferece lugar de inverno para numerosos pássaros da Sibéria. (UNESCO/BPI) |

| Monte Kahuzi, no Parque de Kahuzi-Biega. | Parque Nacional de Kahuzi-Biega |
| Monte Kahuzi, no Parque de Kahuzi-Biega. | Bem natural inscrito em 1980, em perigo desde 1997. |
| Monte Kahuzi, no Parque de Kahuzi-Biega. | Localização: Kivu do Sul |
| Monte Kahuzi, no Parque de Kahuzi-Biega. | Este sítio abrange uma vasta extensão de floresta tropical primária, dominada pelo topo de dois majestosos vulcões extintos: o Kahuzi e o Biega. Povoado por fauna abundante e variada, o parque abriga uma das últimas populações de gorilas nas planícies orientais (graueri), composta por apenas cerca de 250 espécimes que vivem a uma altitude de 2.100 a 2.400 metros acima do nível do mar. (UNESCO/BPI) |

| Rio Lulilaka, no Parque Nacional de Salonga. | Parque Nacional da Salonga |
| Rio Lulilaka, no Parque Nacional de Salonga. | Bem natural inscrito em 1984, em perigo desde 1999. |
| Rio Lulilaka, no Parque Nacional de Salonga. | Localização: Kasaï/Mai-Ndombe/Tshuapa |
| Rio Lulilaka, no Parque Nacional de Salonga. | Localizado no coração da bacia do rio Congo central, este parque é a maior reserva tropical do continente africano. Altamente isolada e exclusivamente acessível pela hidrovia, esta reserva natural é o habitat de várias espécies endêmicas ameaçadas de extinção, como chimpanzé anão, pavão do Congo, elefante florestal e gavial africano ou "falso crocodilo". (UNESCO/BPI) |

| Rio Epulu, na Reserva dos Ocapis. | Reserva de Fauna dos Ocapis |
| Rio Epulu, na Reserva dos Ocapis. | Bem natural inscrito em 1996, em perigo desde 1997. |
| Rio Epulu, na Reserva dos Ocapis. | Localização: Ituri |
| Rio Epulu, na Reserva dos Ocapis. | Localizada no nordeste do país, esta reserva abrange um quinto da floresta de Ituri, que cresce na bacia do rio Congo, um dos mais importantes sistemas de drenagem do continente africano. É o lar de espécies e aves de primatas em extinção, bem como 5.000 dos 30.000 okapis que vivem na natureza. Também possui lugares de beleza panorâmica excepcional, como as quedas dos rios Ituri e Epulu. A reserva é habitada por duas aldeias pigmeus nômades: o mbuti e os caçadores de efe. (UNESCO/BPI) |

## Lista Indicativa
Em adição aos sítios inscritos na Lista do Patrimônio Mundial, os Estados-membros podem manter uma lista de sítios que pretendam nomear para a Lista de Patrimônio Mundial, sendo somente aceitas as candidaturas de locais que já constarem desta lista. Desde 1997, a República Democrática do Congo possui 3 locais na sua Lista Indicativa.